# Nycteris arge
Nycteris arge — вид рукокрилих родини Nycteridae.

## Поширення
Країни проживання: Ангола, Бурунді, Камерун, Конго, Демократична Республіка Конго, Кот-д'Івуар, Екваторіальна Гвінея, Габон, Гана, Гвінея, Кенія, Ліберія, Нігерія, Руанда, Сьєрра-Леоне, Судан, Танзанія, Того, Уганда. Як правило, це вид низовини, населяє вологі тропічні ліси, галерейні ліси і вологі савани. Протягом дня спочиває, як правило, поодинці, в порожнинах дерев.

## Загрози та охорона
У частинах ареалу, імовірно виду загрожує перетворення лісів в сільськогосподарські землі та вирубка дерев. У зв'язку з широким ареалом, імовірно присутній у деяких охоронних територіях.